# Sybra rosacea
Sybra rosacea là một loài bọ cánh cứng trong họ Cerambycidae.